# Robert Remak (matemàtic)
Robert Remak   (Berlín, 14 de febrer de 1888 - Auschwitz, 13 de novembre de 1942) va ser un matemàtic jueu alemany que va ser mort a Auschwitz.

## Vida i Obra
Remak, fill i net de coneguts metges i professors universitaris, va fer els seus estudis de física i matemàtiques a la universitat de Berlín, en la qual va obtenir el doctorat el 1911. A part del problema que representava la seva ascendència jueva, sembla que el seu caràcter era molt fort i mancava de tacte en les relacions humanes. Per aquest motiu, va ser rebutjada la seva habilitació docent a Berlín. Va anar a la universitat de Göttingen de la qual també va ser expulsat.
Finalment, el 1929 va obtenir una plaça docent a la universitat de Berlín, que només li va durar fins al 1933, quan el govern nazi va expulsar els jueus de la funció pública. Tot i així va romandre a Berlín fent recerca pel seu compte, fins al novembre de 1938, quan va ser arrestat i empresonat al camp de concentració de Sachsenhausen arrel de la nit dels vidres trencats. Malgrat ser alliberat el gener de 1939, no va aconseguir els papers necessaris per poder emigrar i va marxar als Països Baixos, on va ser detingut novament i deportat a Auschwitz on va ser assassinat.
Les seves especialitats van ser la teoria de grups, la geometria dels nombres i l'economia matemàtica. En aquest últim aspecte, són d'especial interès el seu treball sobre la formació dels preus en una economia centralment planificada i el seu article de 1929 Kann die Volkswirtschaftslehre eine exakte Wissenschaft werden? (Pot l'economia convertir-se en una ciència exacta?).